# Прогресс М-37
Прогресс М-37 — транспортный грузовой космический корабль (ТГК) серии «Прогресс», запущен к орбитальной станции «Мир». Серийный номер 236.

## Цель полёта
Доставка на орбитальную станцию (ОС) более 2400 килограммов различных грузов, в числе которых топливо, запас кислородной смеси, средства индивидуальной защиты, сменные узлы и блоки, посылки для членов экипажа.

## Хроника полёта
- 20.12.1997, в 11:45:01.972 (MSK), (08:45:02 UTC) — запуск с космодрома Байконур;
- 22.12.1997, в 13:22:13 (MSK), (10:22:13 UTC) — осуществлена стыковка с ОС «Мир» к стыковочному узлу на агрегатном отсеке служебного модуля «Квант». Процесс сближения и стыковки проводился в автоматическом режиме;
- 30.01.1998, в 22:16:01 (MSK), (15 марта 19:16:01 UTC) — ТГК отстыковался от ОС «Мир» и отправился в автономный полёт.
- 23.02.1998, (9:42:28UTC) — осуществлена стыковка с ОС «Мир» к стыковочному узлу на агрегатном отсеке служебного модуля «Квант»;
- 15.03.1998, (19:16:01 UTC) — ТГК отстыковался от ОС «Мир» и отправился в автономный полёт.

## Перечень грузов
Суммарная масса всех доставляемых грузов: 2492 кг

## Научная работа
С ТГК после расстыковки от ОС проводился эксперимент «Релаксация» с целью исследования степени загрязнения отработанными компонентами и продуктами сгорания атмосферы вокруг станции. Согласно проводимому эксперименту, комплекс находится в орбитальной системе координат. Через 170 секунд после расхождения на 10 секунд включаются 2 двигателя ДПО вдоль оси +X. Через 24 минуты после расхождения на 1,5 секунды включается на разгон сближающе-корректирующий двигатель. Экипаж наблюдал за ТГК, проходящим над ОС, и снимал его аппаратурой «Фиалка».